# Wilhelm Scholz (Karikaturist)

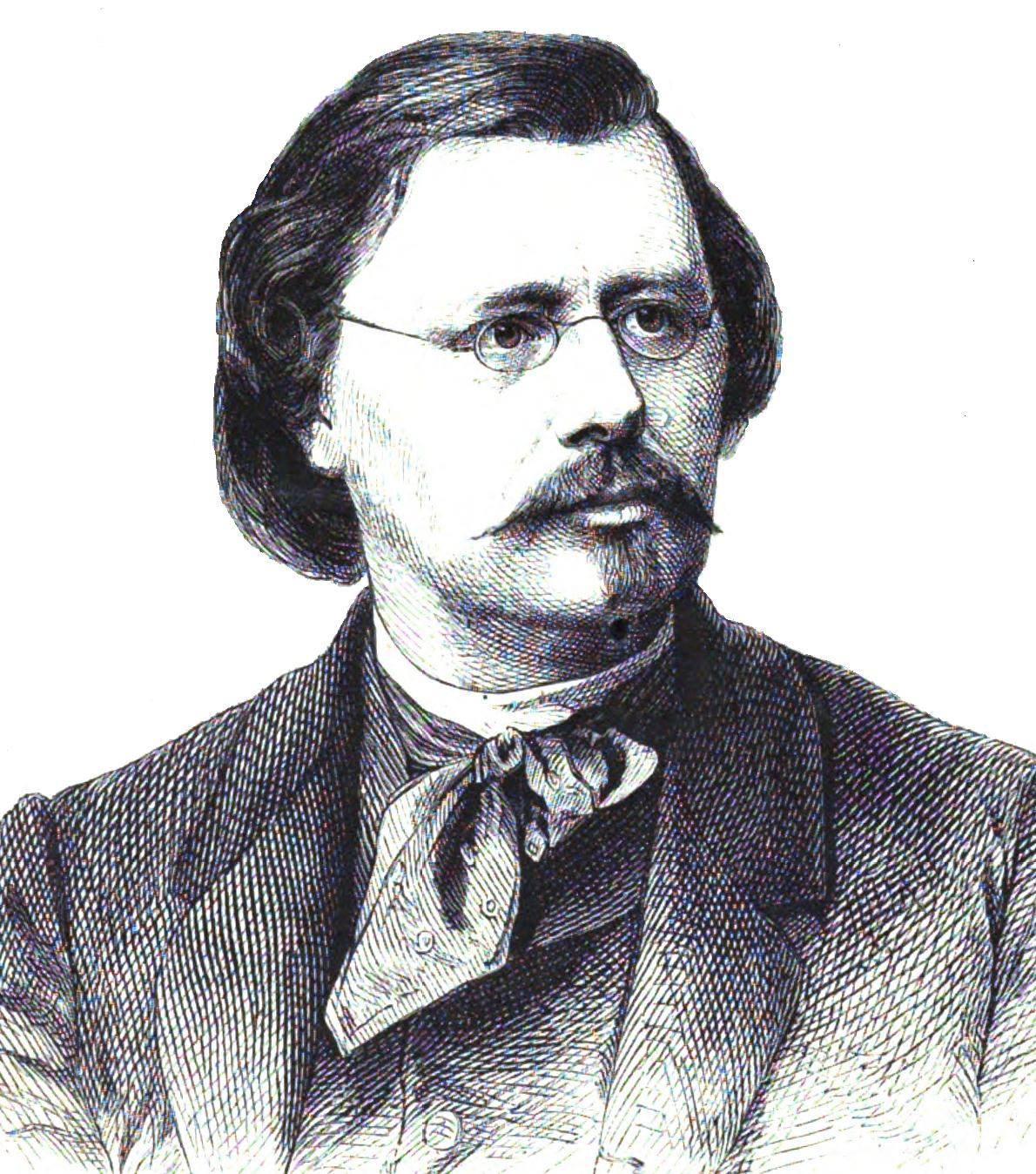
Wilhelm Scholz, 1867. Grafik von Adolf Neumann

Ernst Wilhelm Gotthilf Scholz (* 23. Januar 1824 in Berlin; † 20. Juni 1893 Kolonie Grunewald) war ein deutscher Zeichner und Karikaturist.

## Leben
Sein Vater war Geheimer Archivrat in Berlin. Scholz besuchte das Gymnasium zum Grauen Kloster und wurde an der Kunstakademie bei Karl Wilhelm Wach ausgebildet. Seine Absicht, Porträtmaler zu werden, ließ sich nicht verwirklichen, weil sein Vater 1843 starb. Er verdiente fortan seinen Lebensunterhalt selbst als Zeichner und Illustrator.
Ab 1848 arbeitete er für das Satireblatt Kladderadatsch und entwickelte sich hier zum führenden politischen Karikaturisten seiner Zeit. Außerdem veröffentlichte er humoristische Reiseliteratur. 1890 musste er aus Gesundheitsgründen seine Arbeit einstellen. Er ist heute vor allem für seine Bismarck- und Napoleon-Karikaturen bekannt.
Wilhelm Scholz starb 1893 im Alter von 69 Jahren in seiner Villa in der Kunz-Buntschuh-Straße 12 im Grunewald und wurde auf dem Alten St.-Matthäus-Kirchhof in Schöneberg beigesetzt. Das Grab ist nicht erhalten geblieben.

## Karikaturen (Auswahl)

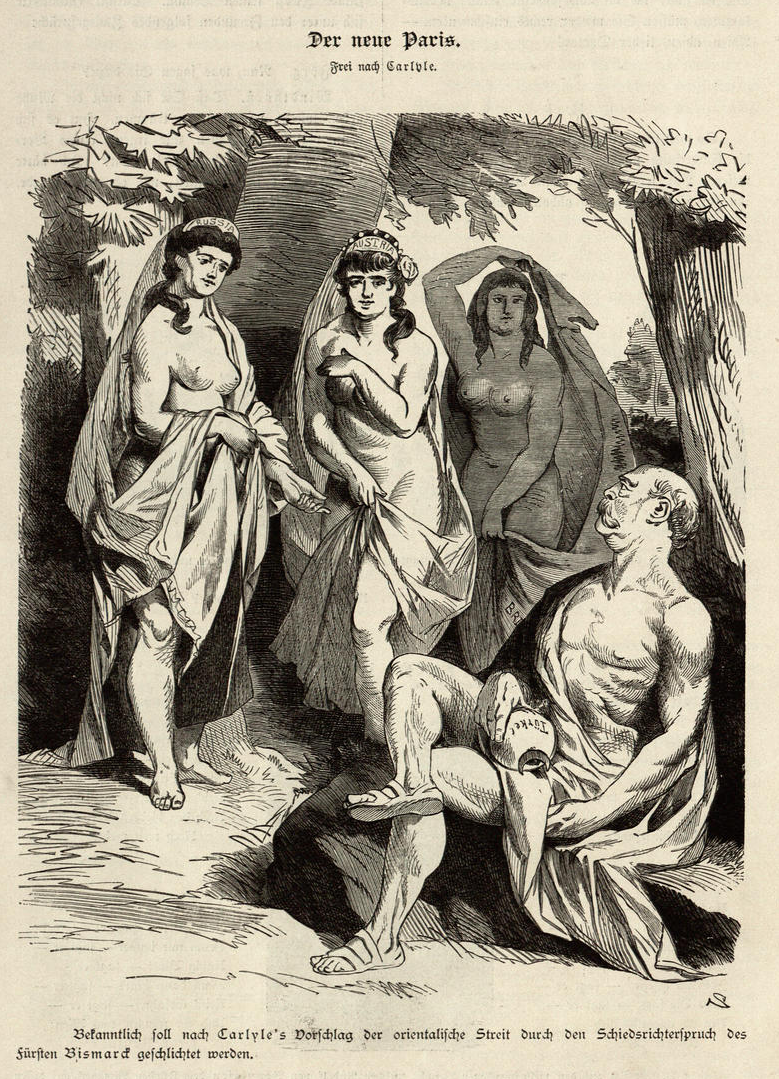
„Der neue Paris“ (Kladderadatsch, 1876)
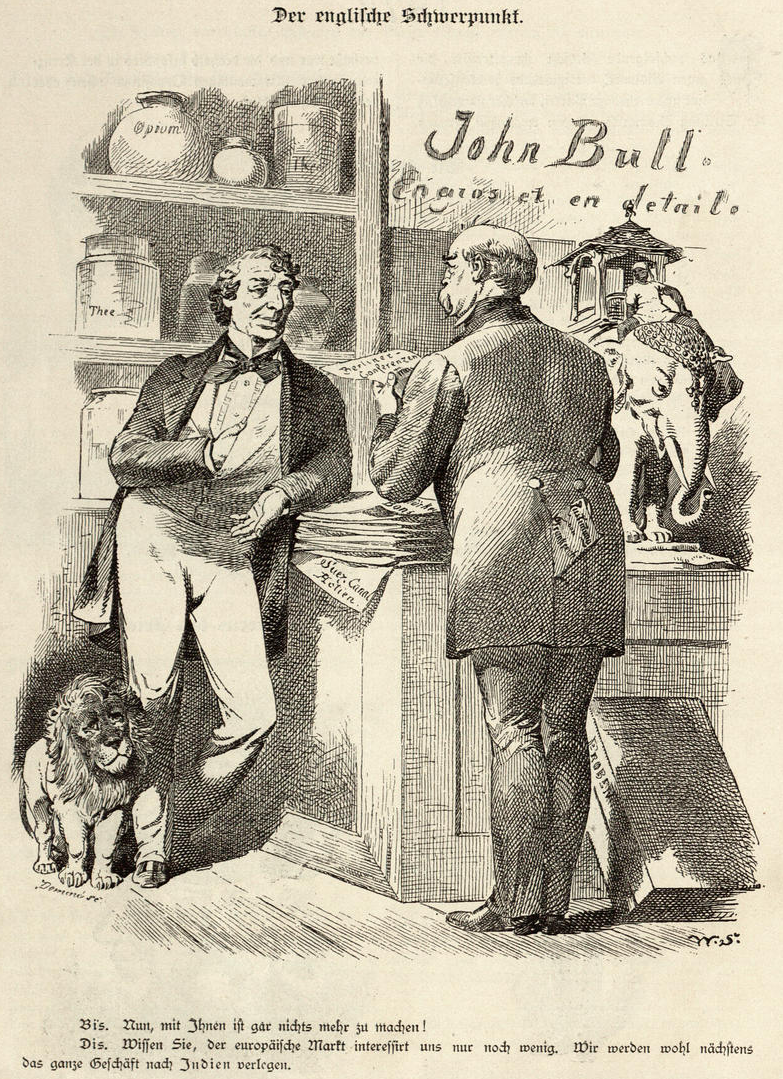
„Der englische Schwerpunkt“ (Kladderadatsch, 1876)
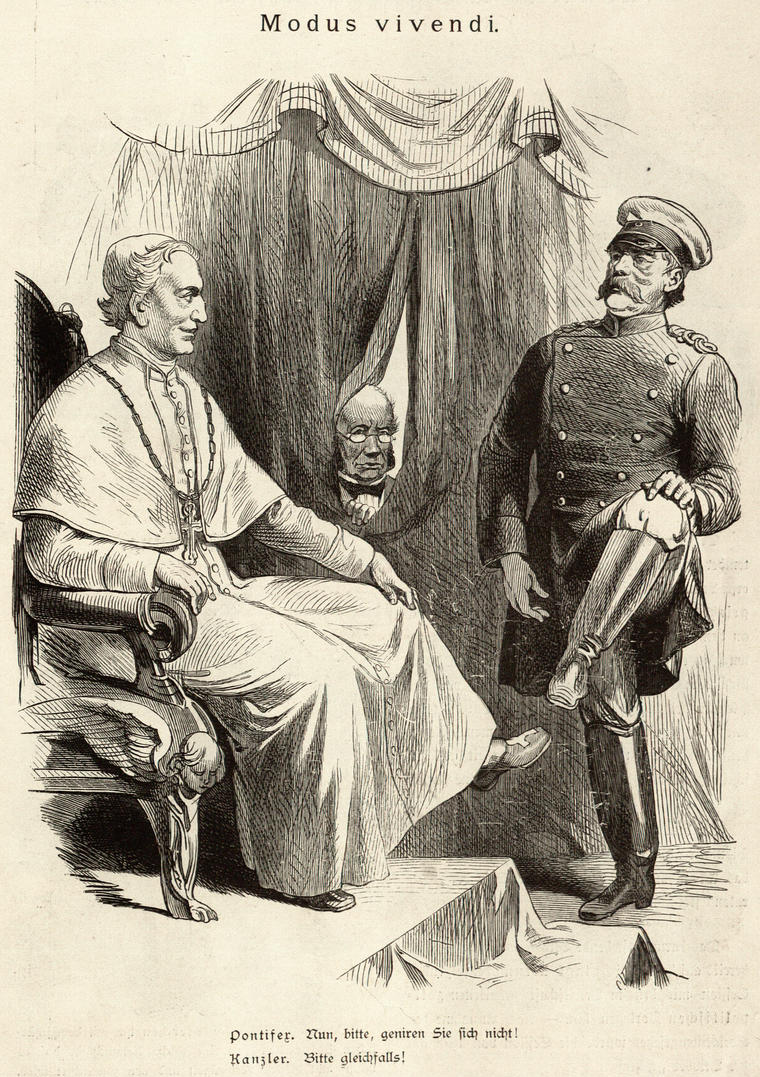
„Modus vivendi“ (Kladderadatsch, 31. August 1878)
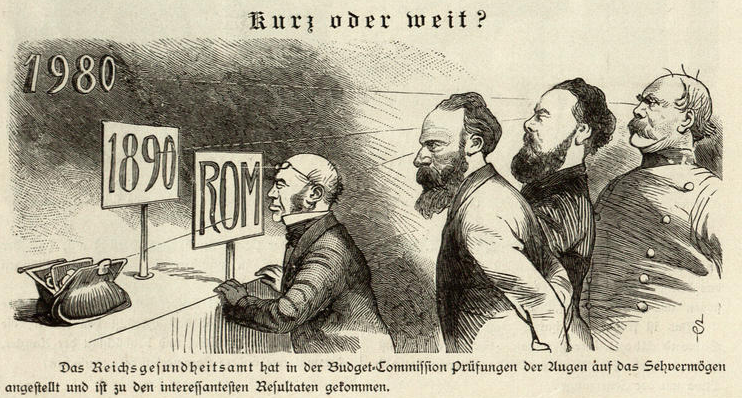
„Kurz oder weit?“ (Kladderadatsch, 1884)
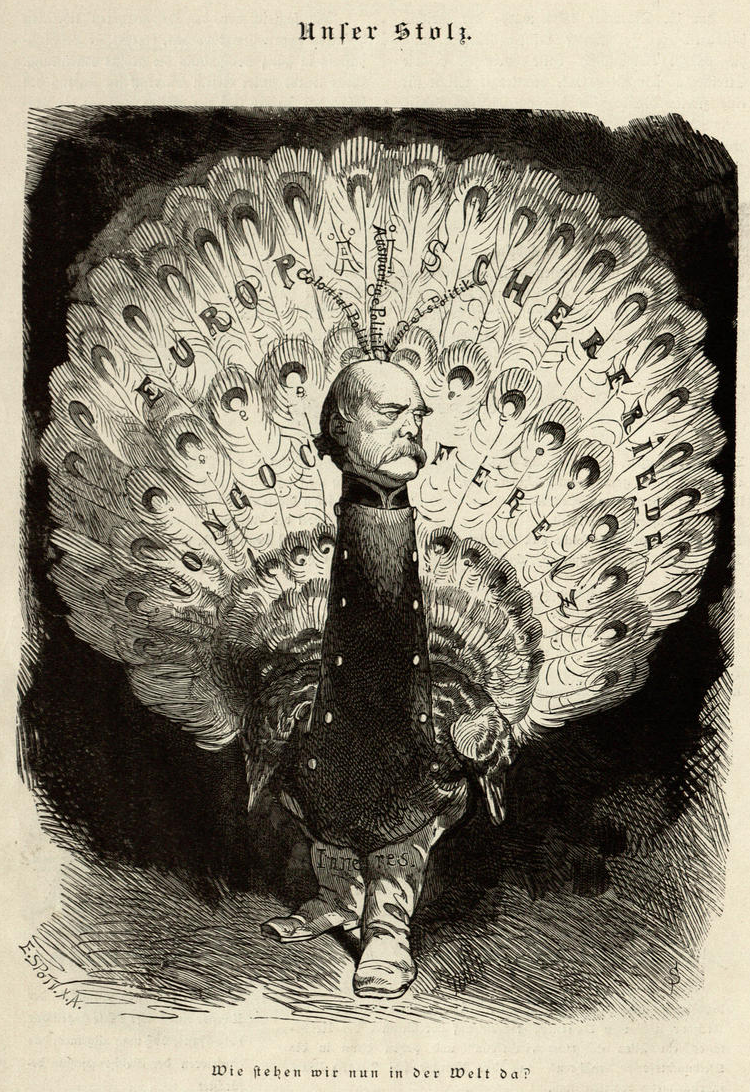
„Unser Stolz“ (Kladderadatsch, 1884)
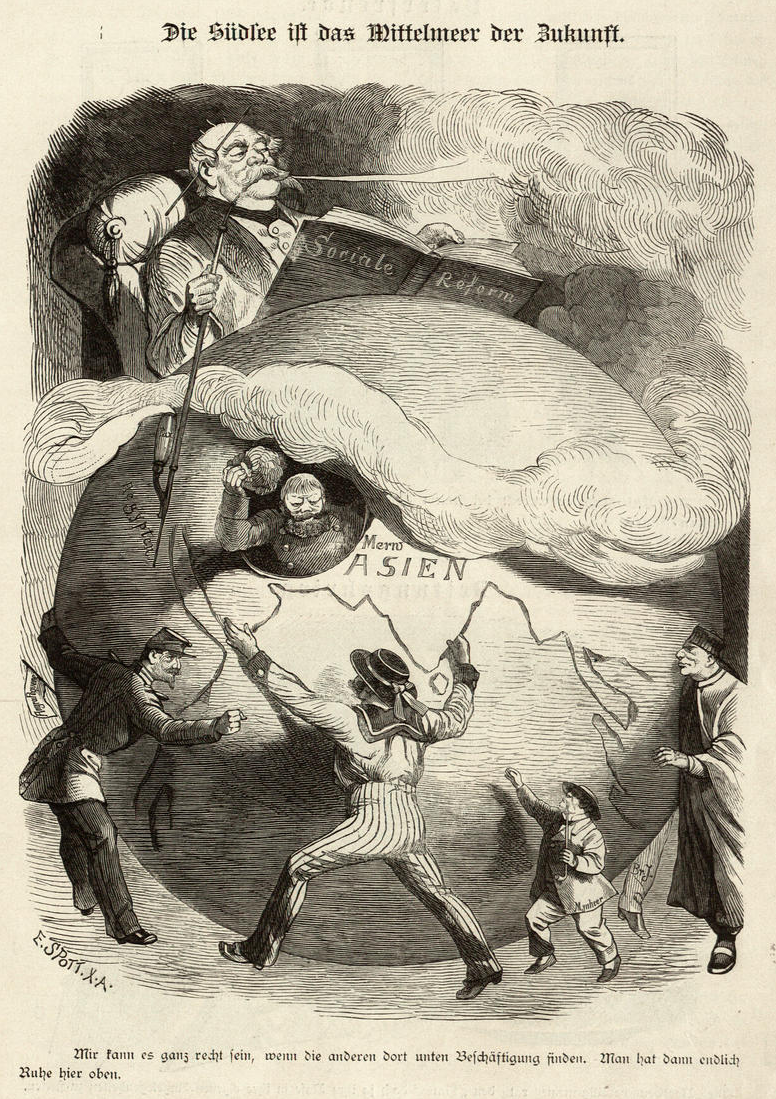
„Die Südsee ist das Mittelmeer der Zukunft“ (Kladderadatsch, 1884)

## Veröffentlichungen (Auswahl)
- Schultze und Müller im Harz., 1850